# Adolf Bernhard Meyer
Adolf Bernhard Meyer (ur. 11 października 1840 w Hamburgu, zm. 22 sierpnia 1911 w Dreźnie) – niemiecki zoolog (ornitolog, herpetolog, entomolog) i antropolog. 

## Życiorys
Urodził się w bogatej, żydowskiej rodzinie w Hamburgu. Studiował na uniwersytetach w Getyndze, Wiedniu, Zurychu oraz Berlinie. W Zurychu studiował medycynę i opublikował pracę o stymulacji elektrycznej nerwów. 
Prowadził badania między innymi na Celebesie, Filipinach oraz Nowej Gwinei. W 1874 został dyrektorem Drezdeńskiego Muzeum Etnologii i zajmował to stanowisko do emerytury w 1905. W 1895 przetłumaczył pracę Wallace’a na temat selekcji naturalnej na język niemiecki.